# Kanton Nice-5
Kanton Nice-5 (fr. Canton de Nice-5) je francouzský kanton v departementu Alpes-Maritimes v regionu Provence-Alpes-Côte d'Azur. Tvoří ho čtvrti Joseph-Garnier, Saint-Barthélémy, Gorbella a Fontaine du Temple města Nice.